# Polikarpov TIS
Polikarpov TIS (Ťažolyj Istrebitěl Soprovožděnija) byl sovětský dvoumotorový doprovodný stíhací letoun celokovové konstrukce vyrobený za druhé světové války ve dvou prototypech. 
Stroj vznikl z požadavku na doprovodnou stíhačku sovětského strategického bombardéru Petljakov Pe-8. Na vývoji letounu pracovaly dvě konstrukční kanceláře - Mikojana a Polikarpova. První přišel se stíhačkou MiG DIS, Polikarpov sestrojil letoun TIS. Prototyp TIS-A zalétal zkušební pilot Šijanov v březnu 1941. Dvoumístný celokovový dolnoplošník s dvojitými SOP poháněly dva motory Mikulin AM-37. Křídlo profilu NACA-230 bylo vybaveno automatickými sloty a vztlakovými klapkami. Výzbroj tvořily čtyři kulomety ŠKAS instalované v přídi trupu a dva kanóny ŠVAK. Střelec/radista měl k dispozici dva kulomety ŠKAS pro střelbu dozadu nahoru a dolů. Pod křídlem mohly být zavěšeny dvě pumy o hmotnosti do 500 kg. Od 12. května 1941 probíhaly porovnávací testy TIS-A s letounem Messerschmitt Bf 110. Na jaře 1942 byl letoun při nouzovém přistání v důsledku vysazení motoru poškozen, opraven byl až koncem léta 1942. Současně přitom byly provedeny některé změny v jeho konstrukci, především byla zvětšena plocha směrovek. Zdokonalený stroj byl přeznačen na TIS-2A. Vývoj stroje byl poznamenán problémy s motory a evakuací sovětských továren v době Velké vlastenecké války. Proto bylo rozhodnuto vyměnit pohonné jednotky za méně výkonné, ale spolehlivé AM-35A. TIS-2A byl až do konce války zařazen k PVO Novosibirska. 
Vývoj pokračoval druhým prototypem  TIS-MA z konce roku 1943 s motory AM-38F a posilněnou výzbrojí. V roce 1944 zemřel konstruktér Polikarpov a další práce na projektu byly zastaveny.

## Hlavní technické údaje
- Osádka: 2
- Motor: 2x AM-37, později AM-35A
- Hmotnost prázdná: 6281 kg
- Hmotnost vzletová: 8281 kg
- Rozpětí: 15,50 m
- Délka: 11,70 m
- Výška: 4,35 m
- Nosná plocha: 34,85 m²
- Max. rychlost: 535 km/h
- Dostup: 10250 m
- Dolet: 1720 km
- Výzbroj : 1x kanón ráže 45 nebo 37 mm, 2x kanón ŠVAK ráže 20 mm, obranný kulomet ráže 12,7 mm, bomby do hmotnosti 1000 kg